# João Anastácio Rosa
João Anastácio Rosa, (Redondo, 1812 - Lisboa, 17 de diciembre de 1884) fue un actor y escultor portugués del siglo XIX. 
Habiendo mostrado una gran capacidad melodramática, especialmente en el drama El estudiante de San Ciro, donde participó en el papel de un tirano. Alcanzó su mayor éxito como actor, ensayista y decorador en el drama bíblico La Profecía o la caída de Jerusalén (A profecia ou a queda de Jerusalém). El éxito fue tan grande que el gobierno le concedió una beca en Francia.  En 1866 se retiró y comenzó a dedicarse a la caricatura. Como escultor foi o autor do busto de Almeida Garrett que se encontra patente no átrio do Teatro Nacional D. Como escultor fue el autor del busto de Almeida Garrett, que se conserva en el vestíbulo del Teatro Nacional Doña María II de Lisboa.
Tuvo dos hijos Augusto y João, ambos actores.
Una plaza lleva su nombre en Amadora, al noroeste de Lisboa, y una calle en Terena

## Obras
Entre las mejores y más conocidas obras de João Anastácio Rosa se incluyen las siguientes:
- busto de Almeida Garrett
- caricatura de , Rafael Bordalo Pinheiro (1846-1905) , en la Biblioteca Nacional de Portugal
- Retrato de Francisco Cardeal Patriarcha[3] en la Biblioteca Nacional de Portugal

Diferentes obras gráficas de João Anastácio Rosa se conservan en la Biblioteca Nacional de Portugal